# Jules Bessan
Jules Yao Bessan (* 14. April 1979 in Cotonou) ist ein beninischer Schwimmer.

## Laufbahn
In der Zeit von 2007 bis 2016 trat Bessan mehrfach bei internationalen Wettbewerben auf der 50-m-Distanz an, so bei den Weltmeisterschaften 2007 (Melbourne), 2009 (Rom) und 2015 (Kasan) sowie den Afrikanischen Meisterschaften 2012. Bei den Olympischen Sommerspielen 2016 in Rio de Janeiro gehörte er zum sechsköpfigen Team Benins. Er trat über 50 m Freistil an und schied mit einer Zeit von 27,32 s in Vorlauf 3 aus.